# Татлина
Татлина (англ. Tathlina Lake) — озеро Северо-Западных территорий в Канаде. Расположено южнее Большого Невольничьего озера. 
Является одним из самых больших озёр Канады с общей площадей 573 км² и пятнадцатым по величине озером Северо-Западных территорий. Высота над уровнем моря 280 метров. В юго-западной оконечности озера в него впадает река Какиса, она же вытекает из северной части озера и течёт в северном направлении через одноимённое озеро, а затем впадает в реку Маккензи в 30 километрах западнее Большого Невольничьего озера. Берега озера практически не изрезаны, островов на озере нет. Ближайший к озеру населённый пункт — маленький посёлок Какиса на восточном берегу озера Какиса.
В летнее время озеро является одним из центров любительского рыболовства в Канаде. Специализация: северная щука и озёрный сиг.